# Лука Саккі
Лука Саккі (італ. Luca Sacchi, 10 січня 1968) — італійський плавець.
Призер Олімпійських Ігор 1992 року, учасник 1988, 1996 років.
Чемпіон Європи з водних видів спорту 1991 року, призер 1995 року.